# 亞當斯湖
51°15′N 119°30′W / 51.250°N 119.500°W

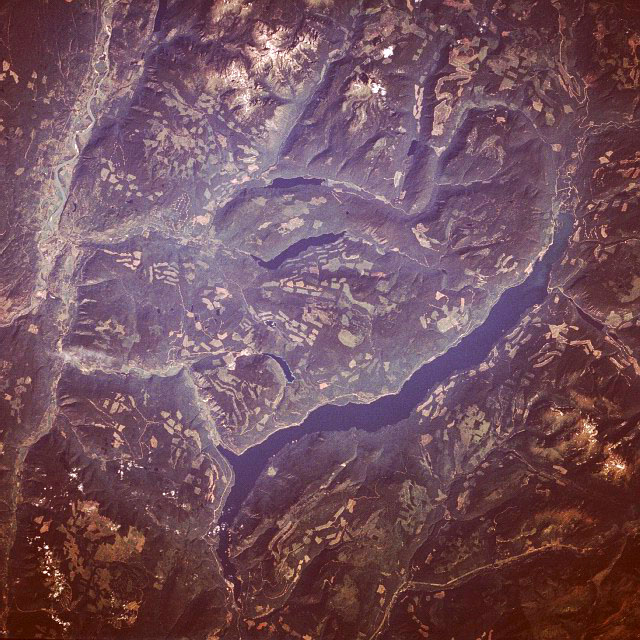

亞當斯湖是加拿大的湖泊，由卑詩省負責管轄，長63公里、寬3.2公里，面積137平方公里，海拔高度404米，平均水深299米，蓄水量23.2立方公里，該地區每年平均降雨量304.7毫米。

## 外部連結
- National Aeronautics and Space Administration（页面存档备份，存于）